# Leão Diógenes
Leão Diógenes (em grego: Λέων Διογένης; romaniz.: Leōn Diogenes) foi o filho do imperador Romano IV Diógenes (r. 1068-1071) e Eudócia Macrembolitissa (r. 1059-1067). Coroado coimperador durante o reinado de seu pai, ele depois serviu no exército do imperador Aleixo I Comneno (r. 1081-1118).

## Vida
O pai de Leão, Romano IV Diógenes, morreu enquanto Leão era ainda um infante. Embora elevado ao posto de coimperador em seu nascimento, foi banido para um mosteiro junto com sua mãe após a queda de Roma. Aqui ele permaneceu até a ascensão de Aleixo I Comneno em 1081, que assumiu Leão e seu irmão Nicéforo e elevou-os como seus próprios filhos.
De acordo com o registro de Ana Comnena, Leão foi um fervoroso defensor de Aleixo, que lhe pediu para não apenas confrontar os invasores normandos no começo de seu reinado, mas também os pechenegues que tinham invadido o império através do Danúbio em 1087. Durante uma das batalhas contra os pechenegues, Leão permitiu a si mesmo ser seduzido pelo lado do imperador, e quando se aproximou das carroças do inimigo, foi atingido e morto no campo de batalha.